# Hermann Schweninger
Hermann Schweninger (* 31. Januar 1902 in München; † 20. August 1985 in Hamburg-Barmbek) war ein deutscher Täter der Krankenmorde in der Zeit des Nationalsozialismus. Er leitete die Transportstaffel, die Opfer in die Tötungsanstalt Grafeneck brachte, und schrieb auch (Teil-)Drehbücher bzw. Exposés zu den die Euthanasieverbrechen legitimierenden Filmen wie Ich klage an (1941) und Dasein ohne Leben – Psychiatrie und Menschlichkeit (1942). Ein dritter Film, Drei Menschen, kam über das Planungsstadium nicht hinaus. Für den Kulturfilm Dasein ohne Leben filmte er alle Teile der „Aktion T4“, inklusive eines Mords an einer Patientengruppe mit Kohlenmonoxid in der Gaskammer der Tötungsanstalt Pirna-Sonnenstein.

## Biographie bis 1945
Schweninger wurde als Sohn des kgl. bayerischen Oberst a. D. Herman Schweninger und dessen Frau Louise geb. Koenig in München geboren. Er gehörte vor seinem Abitur dem Freikorps Epp an.
Nach dem Ende der Münchner Räterepublik studierte Schweninger ohne Abschluss in München Maschinenbau und Germanistik. Er freundete sich während des Studiums mit Viktor Brack an. Beim Skifahren lernte er einen Aufnahmeleiter der Bavaria Filmgesellschaft kennen und wirkte danach in unbedeutenden Funktionen für die Filmindustrie mit. Seinen Lebensunterhalt sicherte er sich hauptsächlich als LKW-Fahrer und Reisevertreter. Sein Lebenstraum, ein berühmter Regisseur zu werden, erfüllte sich bis zur Weltwirtschaftskrise nicht. 1936 trat er der NSDAP bei.

### Euthanasieverbrechen

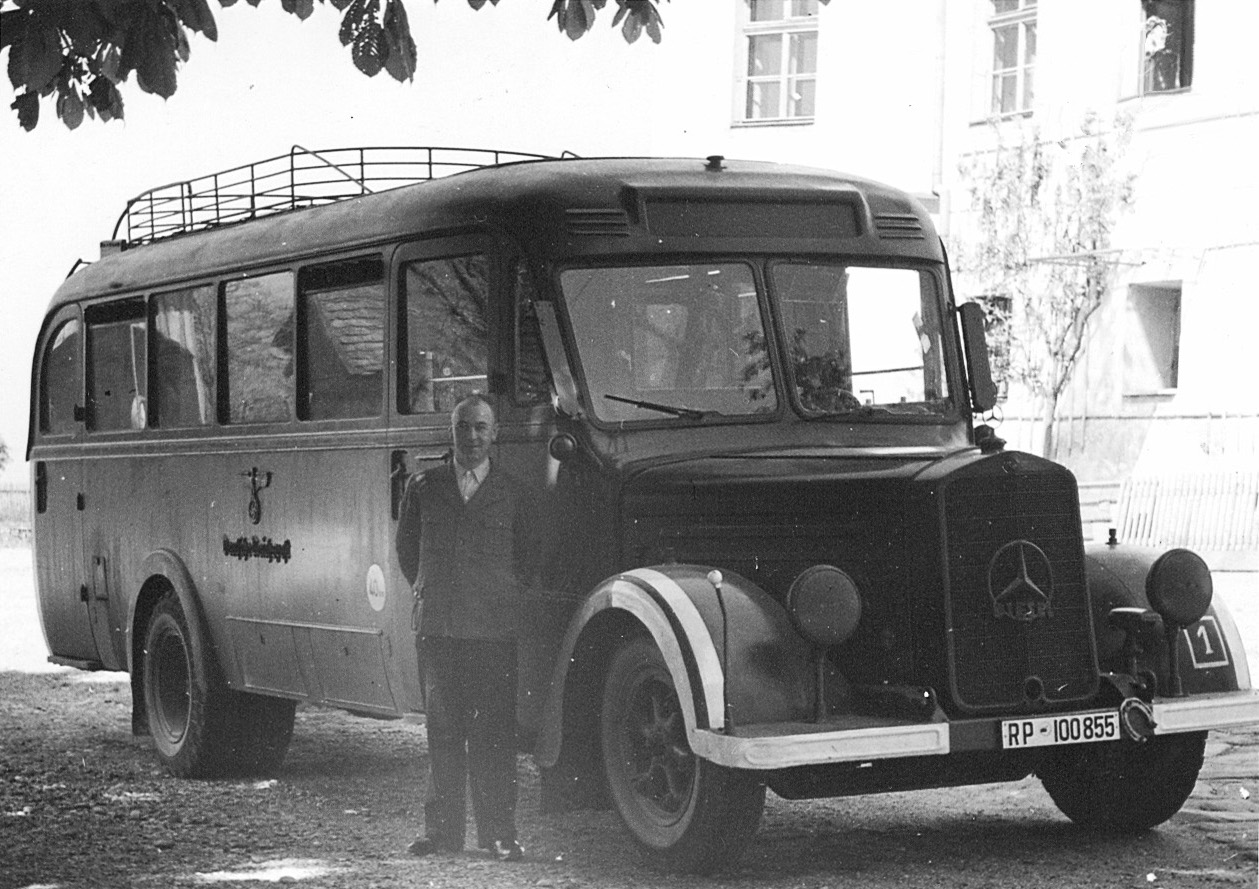
Einer der Busse der Gemeinnützigen Krankentransport GmbH (etwa 1940)

Im Oktober 1939 engagierte ihn Viktor Brack, nun Oberdienstleiter des Amtes II in der Kanzlei des Führers (KdF), für die Aktion T4. Der Oktober 1939 ist auch der Zeitpunkt, an dem in der Zentraldienststelle T4 die Tarnorganisationen für die Euthanasieverbrechen gegründet wurden, so die Reichsarbeitsgemeinschaft der Heil- und Pflegeanstalten (RAG) oder die Gemeinnützige Krankentransport GmbH (GeKraT). Die KdF sollte offiziell nicht in Erscheinung treten, eine rechtlich – auch im Rahmen von NS-Recht – haltbare Grundlage für die Ermordung von psychisch Kranken und Behinderten existierte nicht.
Nachdem einige Täter der Aktion T4 1940 begonnen hatten, sich konspirativ hinter Tarnnamen zu verbergen, verschwand der erste GeKraT-Geschäftsführer Reinhold Vorberg (Tarnnarme: Hintertal) im April 1940 aus dem Handelsregister, und Schweninger wurde unter Klarnamen Geschäftsführer. Er übernahm die Leitung der Transportstaffel in die Tötungsanstalt Grafeneck, organisierte also den Transport der Opfer. In Grafeneck wurden fast 10.000 Patienten ermordet, die vor allem aus Bayern, Baden und Württemberg stammten. Grafeneck wurde von Januar 1940 bis Januar 1941 betrieben. Mit Datum vom 26. Juni 1941 wurde Schweninger im Handelsregister wieder ausgetragen.

#### Propagandafilme für Euthanasie

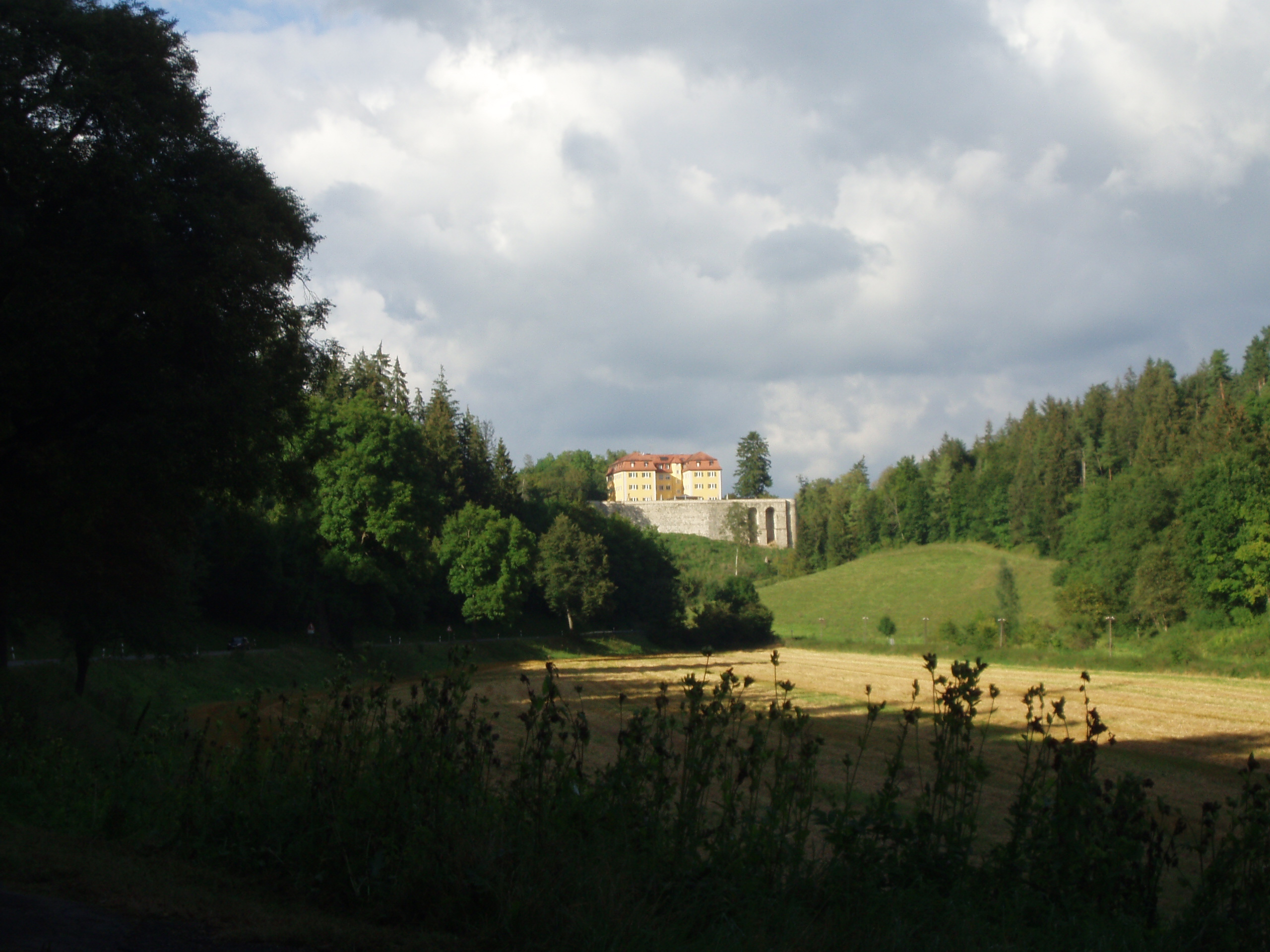
Die landschaftlich schön gelegene ehemalige Tötungsanstalt Grafeneck (Aufnahme von 2007)

Die große Zahl der Transporte und der Rauch der in den Tötungsanstalten errichteten Krematorien blieben nicht verborgen und erzeugten in der Bevölkerung Unruhe.
Vermutlich Schweninger vermittelte Hans Hefelmann von der KdF den Kontakt zur Tobis Film GmbH, der die Verwirklichung der Filmpropaganda für das Euthanasieprogramm ermöglichte. Schweninger war nun parallel an mehreren Filmexposés, Drehbüchern, der Änderung von Drehbüchern sowie Filmaufnahmen beteiligt. Realisiert wurde letztlich der Kulturfilm Dasein ohne Leben (Regie und Drehbuch Schweninger), dessen Filmaufnahmen 1940 begannen und der Anfang 1942 fertiggestellt wurde. Der später begonnene Spielfilm Ich klage an (Drehbuch teilweise Schwenninger) auf Grundlage des Briefromans Sendung und Gewissen von Hellmuth Unger versprach eine bessere Propagandawirkung und wurde vorgezogen. Schweningers Exposé Drei Menschen blieb dagegen nur ein Entwurf, der allerdings Anregungen der Rahmenhandlung für Ich klage an bedeutete.
Mit Datum vom 1. August 1940 erhielt Schweninger zusammen mit einem Herrn Stöppler von der Tobis eine Bescheinigung des Reichsministers des Inneren, unterzeichnet von Herbert Linden, dass die Tobis beauftragt ist, einen wissenschaftlichen Film in Heil- und Pflegeanstalten zu drehen. Mit diesem Dokument bat er zum Beispiel beim württembergischen Innenministerium um Zugang zu den Anstalten.

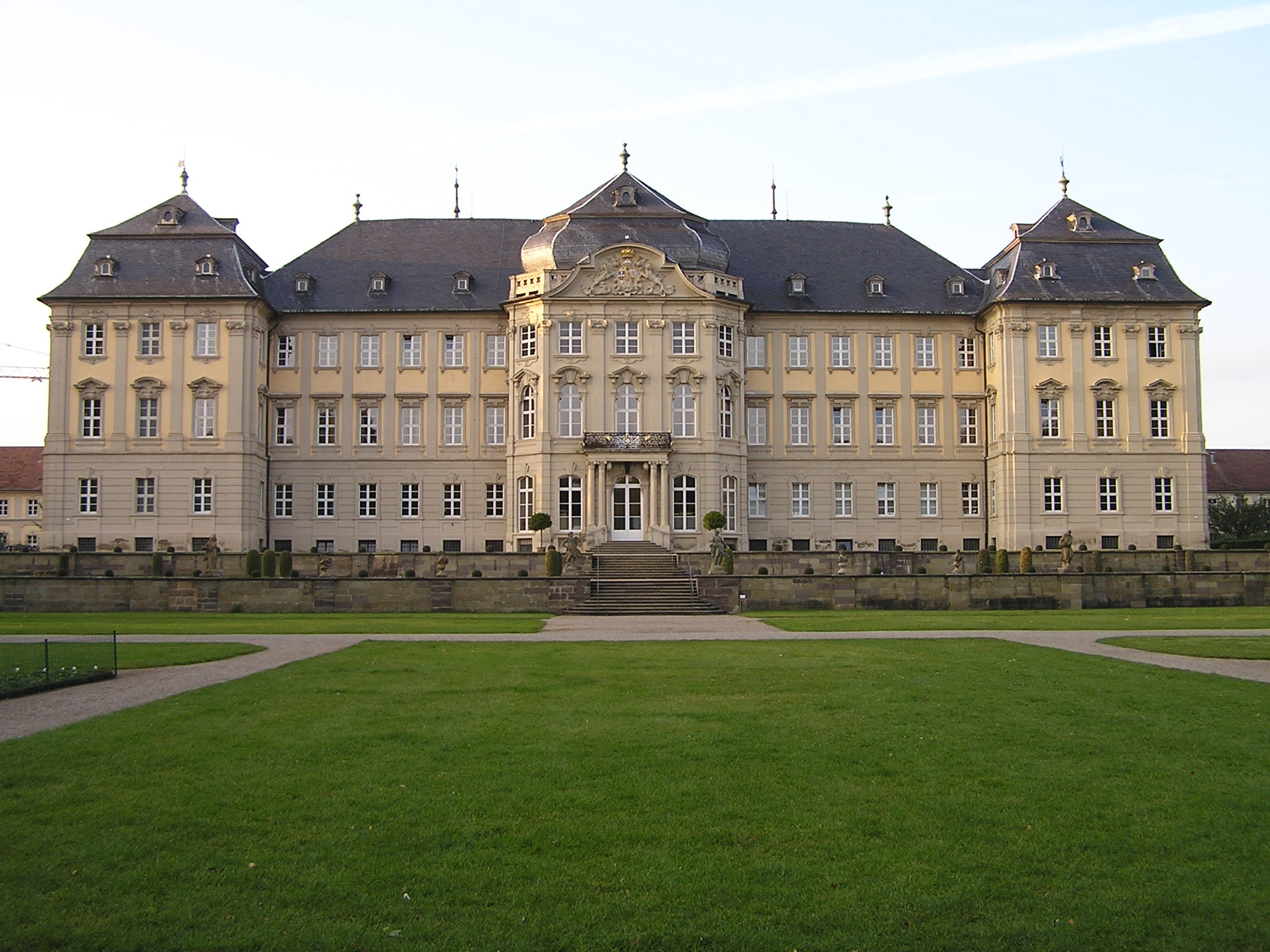
Geplanter Drehort Schloss Werneck (Aufnahme von 2004). Die von Bernhard von Gudden mit aufgebaute „Heil- und Pflegeanstalt“ wurde im Rahmen der „Aktion T4“ 1940 aufgelöst.

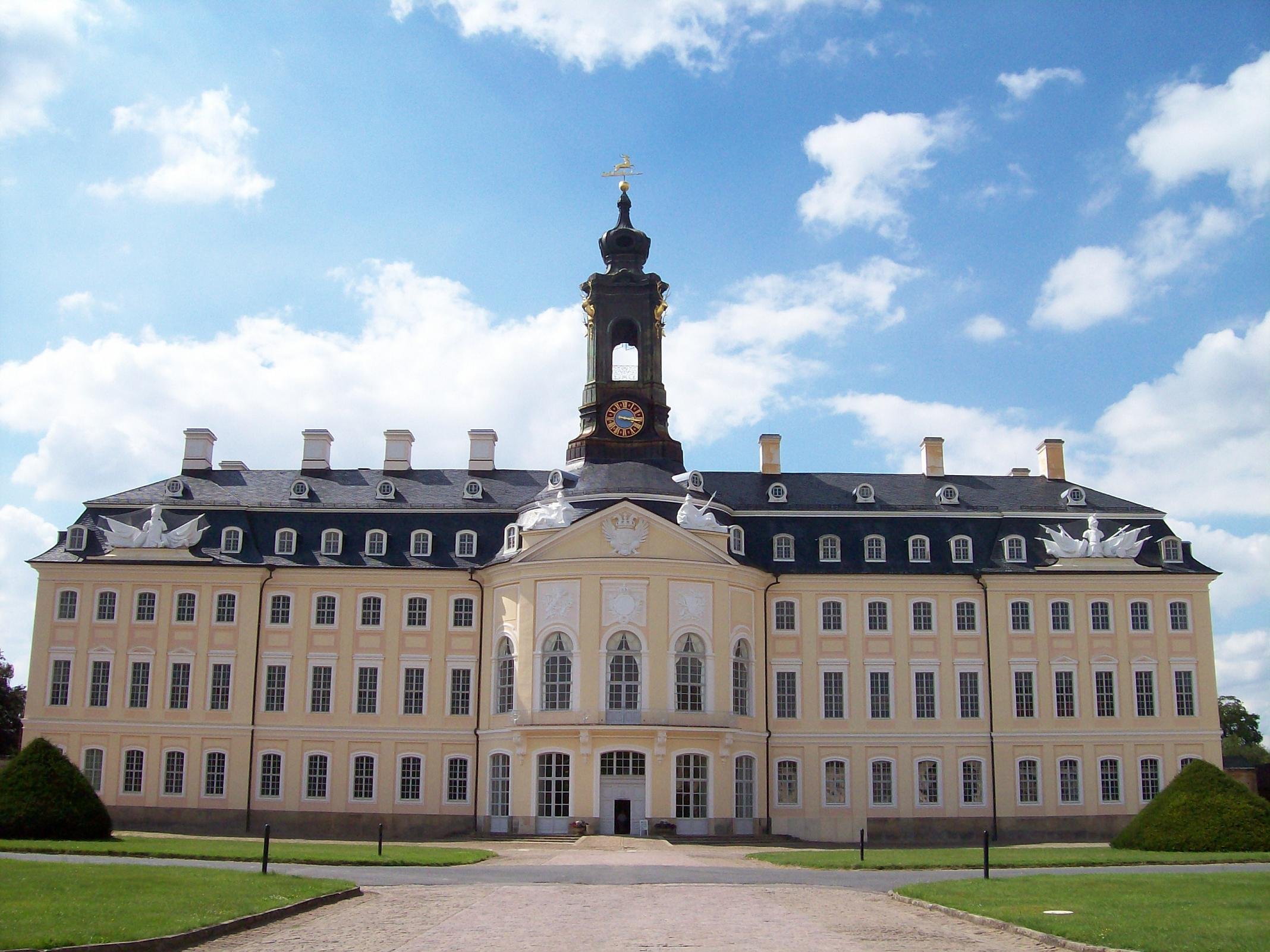
Geplanter Drehort: Schloss Hubertusburg (Aufnahme von 2007). Die „Heil- und Pflegeanstalt“ wurde Anfang 1940 aufgelöst

Für die Filmaufnahmen suchte er laut der erhaltenen Filmskripte und Notizen besonders schöne Anstalten in bester landschaftlich, schöner Lage. Karl Heinz Roth nennt dieses die „Palast-Legende“. Schweninger vermerkte Besonderheiten, Schloss Werneck böte sich wegen der Architektur Balthasar Neumanns an, Hubertusburg biete ein „Jagdschloss mitten im Wald, Fahraufnahme: Einfahrt durch alten Park“. Die Anstalt in Hall bei Innsbruck besitze eine „wunderbare Lage in den Bergen“.

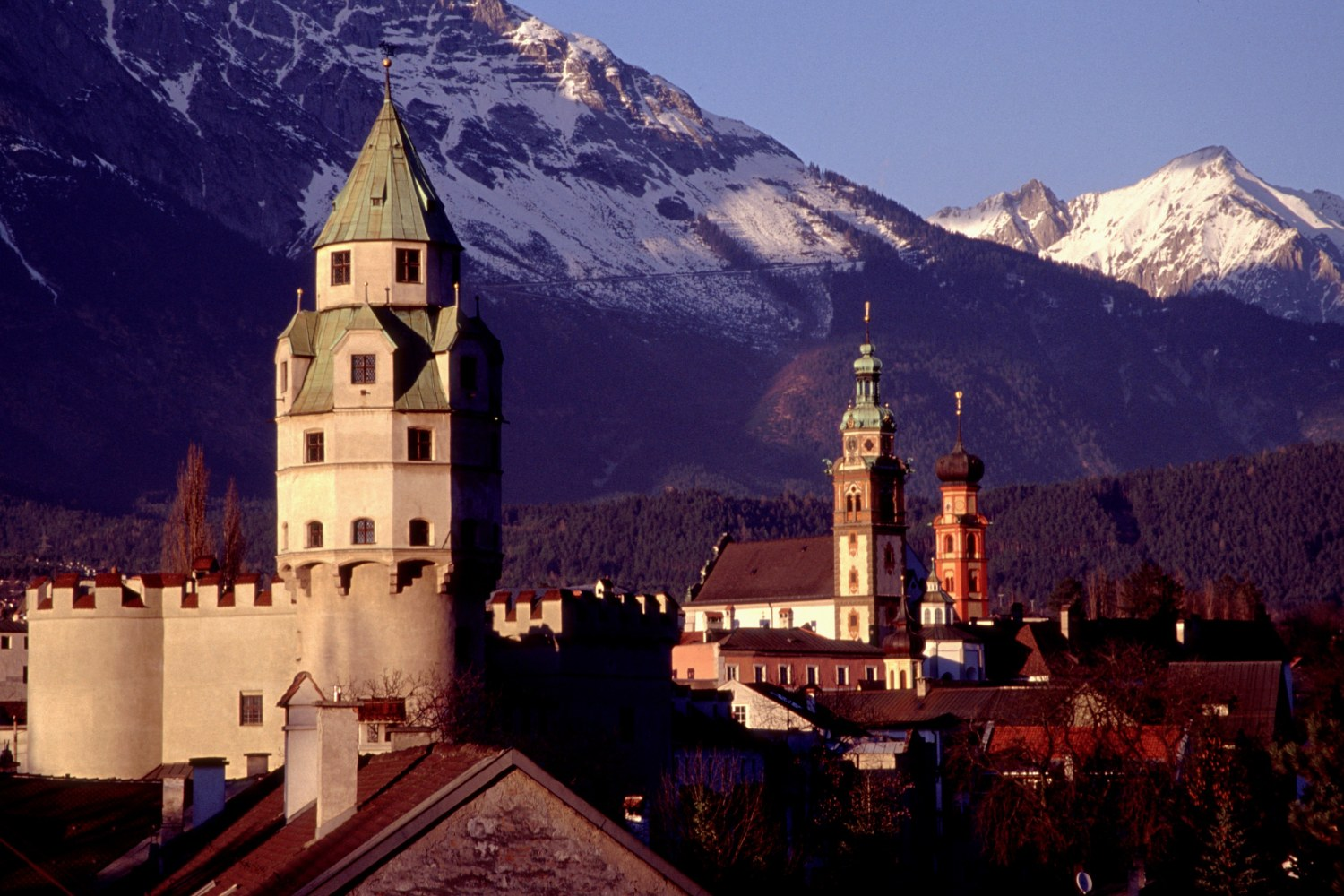
Landschaftliche Schönheit als Auswahlkriterium des Drehorts: Blick in die Berge von Hall aus (Aufnahme von 2004). Aus der Anstalt in Hall wurden etwa 360 Menschen in die Tötungsanstalt Hartheim gebracht, 2011 entdeckte man auf dem Anstaltsgelände ein Massengrab mit 220 Opfern.

Dieser Schönheit werden missgebildete Menschen, die als Ungeheuer inszeniert werden, gegenübergestellt. Geeignete Opfer waren selbst in den NS-Anstalten nur durch intensive Suche aufzutreiben. In Hartenheim wurde eine „Gruppe von Idioten“ gefilmt. Filmkommentar: „Wir sehen in den Zerrspiegel der ihnen bestimmten Zukunft.“ In Kindberg filmte Schweninger ebenfalls eine „Gruppe Idioten“. In Egelfingen und Scheremberg je einen Patienten mit Wasserkopf, in Grafeneck einen Mann mit Trisomie 21, eine sitzende Frau in Salzburg. Es folgten Aufnahmen in der Kinderstation von Görden, in München-Haar. Bei der Darstellung anderer Patienten lassen sich die Störungen erahnen, die Aufnahmeorte werden nicht genannt.
Durch die Sprecherstimme wird der Kontrast zwischen der Schönheit der Landschaft und den Patienten und die Vergeblichkeit der Pflege betont: „Wie gut gemeint: die Kranken sollen sich in der Frühlingssonne freuen! – Aber das Verhalten der stumpfen und unruhigen Frauen zeigt keinen Rapport zur Umwelt.“ Dies gipfelt in der Forderung, diese Patienten zu „erlösen“.
Die Arbeit an Dasein ohne Leben wurde für Ich klage an unterbrochen und nach dessen Erfolg wieder aufgenommen. Schweninger wechselte zeitweilig gänzlich zur Tobis, im Sommer 1942 stagnierten die Arbeiten an Dasein ohne Leben, die KdF bewilligte im Oktober 51.000 RM. Er legte ein endgültiges Manuskript vor, das von Paul Nitsche, dem medizinischen Leiter der Aktion T4 befürwortet wurde.
Gefilmt wurden alle Einzelschritte der Aktion T4, inklusive der bürokratischen Akte und der Tötung der Opfer in einer Gaskammer. Die Dreharbeiten von Dasein ohne Leben konnten Änderungen im Ablauf der „Aktion T4“ bedeuten. In einem Fall wurden am 18. März 1941 knapp 40 behinderte Menschen aus Scheuern in die Tötungsanstalt Pirna-Sonnenstein statt in die von der regionalen Aufteilung zuständige Tötungsanstalt Hadamar verbracht. Schweninger hatte die Behinderten wegen ihres besonderen Aussehens zuvor in Scheuern ausgewählt. Der Transport fand per Bahn mit eigenem Begleitpersonal statt.
Die Tötungsanstalten wurden bei Schweninger „Ausscheidungsanstalten“ genannt. Ursprünglich war für die Darstellung ihrer Tötung eine Tricksequenz vorgesehen, die Ausscheidung umschrieb. Letztlich wurde eine reale Vergasung gefilmt. Das als Geheime Reichssache eingestufte Manuskript beschreibt: „Gasraum (als Zwischenschnitte Aufdrehen des Hahns, Gasometer, Beobachtung durch den Arzt).“ Gedreht wurde die Szene in der Tötungsanstalt Sonnenstein. Schwenninger filmte auch durch das Beobachtungsfenster das Sterben der Opfer.
Ich klage an kam 1941 in die Kinos und gewann 1941 einen Preis bei den 9. Internationalen Filmfestspielen von Venedig. Dasein ohne Leben wurde im März 1942 vor 28 Ärzten und dem Umfeld der „Aktion T4“ uraufgeführt. Besonders Hellmuth Unger kritisierte den Film, er wurde in der Folge nur intern bei der Polizei, der SS und der Wehrmacht vorgeführt. Die sechs Filmkopien wurden 1945 vernichtet, bevor sie den Alliierten in die Hände fallen konnten.

## Nach 1945
Im Rahmen mehrerer bundesdeutscher Strafprozesse sagte Schweninger aus, wurde aber selbst nie verurteilt.
Bei seinen Aussagen verteidigte sich Schweninger. 1966 erklärte er:

„... den Anblick dieser entsetzlichen Gestalten zu ertragen, die mit Menschen nichts mehr gemein hatten, in jeder Beziehung weit unter jedem Tier standen … Warum soll ein Mensch ertragen, was man aus Menschlichkeit jedem Tier nicht zumutet.“

Schweninger wurde als Filmkaufmann in Hamburg tätig. 1983 wurde er von den Historikern Götz Aly und Karl Heinz Roth interviewt. Bis zu seinem Tod 1985 lebte Schweninger in Hamburg.

## Archivgut
- Dokument aus BA, R96 I/8, „Entwurf für den wissenschaftlichen Dokumentarfilm G. K. [= Geisteskranke] von Hermann Schwenninger“ (29. Oktober 1942), Abschr.
- Personalakte Hermann Schweninger NSDAP-Zentralkartei, BDC[41]
- Acht Filmrollen (ungeschnittenes Rohmaterial) von Dasein ohne Leben aus dem Reichsfilmarchiv wurden durch ein DDR-Archiv überliefert,[23] diese befinden sich heute im Bundesarchiv. Es handelt sich um 3700[42] von ursprünglich 8000 Filmmetern.